# Oren Ambarchi
Oren Ambarchi est un compositeur et multi-instrumentiste originaire d'Australie, né en 1969. Ses instruments principaux sont la guitare et la batterie. Sa musique s'inscrit dans une veine expérimentale entre techniques étendues à la guitare et la musique électronique. Sa musique explore de nombreux styles musicaux, du free jazz à la musique bruitiste, de la musique minimaliste au free rock et à la drone (musique).
Oren Ambarchi a joué et enregistré avec un large éventail d'artistes tels que Fennesz, Otomo Yoshihide, Pimmon, Keiji Haino, John Zorn, Rizili, Voice Crack, Jim O'Rourke, Keith Rowe, Phill Niblock, Dave Grohl, Günter Müller, Evan Parker, Z'EV, Toshimaru Nakamura, Peter Rehberg, Merzbow, John Tilbury, Richard Pinhas, etc.
Oren Ambarchi a également travaillé avec le groupe Sunn O))) sur les albums Black 1 et Monolith & Dimensions. Il est également membre du groupe Burial Chamber Trio aux côtés de Attila Csihar et Greg Anderson (en).
En 2009, il crée et gère le label Black Truffle sur lequel on retrouve des disques de lui en solo ou en collaboration.

## Discographie partielle
- 1998 : Stacte (Jerker Productions)
- 1999 : Stacte.2 (Jerker Productions)
- 1999 : Clockwork avec Robbie Avenaim (Jerker Productions, Room40 reissue 2005)
- 1999 : The Alter Rebbe's Nigun avec Robbie Avenaim (Tzadik)
- 1999 : Insulation (Touch)
- 2000 : Persona (ERS)
- 2000 : Afternoon Tea avec Christian Fennesz, Pimmon, Peter Rehberg, Keith Rowe (Ritornell)
- 2000 : Reconnaissance avec Martin Ng (Staubgold)
- 2000 : Stacte.3 (Plate Lunch)
- 2001 : Suspension (Touch)
- 2002 : Honey Pie avec Robbie Avenaim et Keith Rowe (Grob)
- 2002 : Thumb avec Robbie Avenaim, Keith Rowe, Otomo Yoshihide, Sachiko M (Grob)
- 2002 : Flypaper avec Keith Rowe (Staubgold)
- 2002 : Mort aux Vaches (Staalplaat)
- 2002 : Stacte.4 (En/Of)
- 2003 : Sun (Preservation Records)
- 2003 : Triste (Idea Records, Southern Lord)
- 2003 : Vigil avec Martin Ng (Quecksilber)
- 2003 : My days are darker than your nights avec Johan Berthling (Häpna)
- 2003 : Oystered avec Günter Müller et Voice Crack (Audiosphere)
- 2004 : Grapes from the Estate (Touch, Southern Lord)
- 2004 : Strange Love avec Günter Müller et Philip Samartzis (For4Ears)
- 2005 : Cloud avec Keith Rowe, Toshimaru Nakamura et Christian Fennesz (Erstwhile Records)
- 2005 : Black One avec Sunn O))) (Southern Lord)
- 2006 : Squire avec Keith Rowe (For4Ears)
- 2006 : Stacte Motors (Western Vinyl)
- 2006 : Willow Weep and Moan for Me avec Tetuzi Akiyama and Alan Licht (Antiopic)
- 2007 : In the Pendulum's Embrace (Touch)
- 2007 : Lost Like a Star (Bo'Weavil)
- 2007 : Gravetemple avec Stephen O'Malley et Attila Csihar (Keith Rowe)
- 2007 : Burial Chamber Trio (album) avec Greg Anderson (en) et Attila Csihar (Southern Lord)
- 2008 : Spirit Transform Me avec Z'EV (Tzadik)
- 2008 : A Final Kiss on Poisoned Cheeks (Table of the Elements)
- 2009 : Monoliths & Dimensions avec Sunn O))) (Southern Lord)
- 2010 : Tima Formosa avec Jim O'Rourke et Keiji Haino (Black Truffle)
- 2011 : Hit & Run avec Joe Talia (Touch)
- 2011 : Indeed avec Jim O'Rourke (Editions Mego)
- 2011 : In a Flash Everything Comes Together as One There Is No Need for a Subject avec Keiji Haino et Jim O'Rourke (Black Truffle/Medama)
- 2011 : Dream Request avec Robbie Avenaim (Bo'Weavil)
- 2012 : The Mortimer Trap avec Thomas Brinkmann (Black Truffle)
- 2012 : Audience of One (Touch)
- 2012 : Connected Robin Fox (Kranky)
- 2012 : In the Mouth — a Hand avec Fire! (Rune Grammofon)
- 2012 : Black Plume avec Keith Rowe and Crys Cole (Bocian)
- 2012 : Raga Ooty / The Nilgiri Plateau (Bo'Weavil)
- 2012 : Sagittarian Domain (Editions Mego)
- 2012 : Wreckage avec James Rushford (Prisma)
- 2012 : なぞらない (Nazoranai) avec Keiji Haino et Stephen O'Malley (Editions Mego)
- 2013 : Cat's Squirrel avec Merzbow (Black Truffle / Hospital Hill)
- 2013 : まだ　暖かい内に　この今に　全ての謎を　注ぎ込んでしまおう (Now While It's Still Warm Let Us Pour In All The Mystery) avec Keiji Haino et Jim O'Rourke (Black Truffle)
- 2014 : The Just Reproach avec John Tilbury (Black Truffle)
- 2014 : Stacte Karaoke (Black Truffle)
- 2014 : Amulet (The Tapeworm)